# Pamela J. Fayle
Pamela J. Fayle AM (* 21. Oktober 1954 in Tamworth, New South Wales) ist eine australische Diplomatin. 
1976 wurde Fayle der akademische Grad des Bachelor of Economics und 1977 des Bachelor of Arts im Fach Asian Studies durch die Australian National University verliehen. 1978 trat sie als Hochschulabsolventin ins australische Finanzministerium ein. Später war sie im Außenministerium tätig. Von 2000 bis 2002 war sie Botschafterin Australiens bei der Asiatisch-Pazifischen Wirtschaftsgemeinschaft (APEC). Von 2003 bis 2006 war sie australische Botschafterin in der Bundesrepublik Deutschland, der Schweiz und Liechtenstein. Sie wurde von Ian Kemish abgelöst. 
2019 wurde sie zum Member des Order of Australia ernannt.
Sie ist mit David Fayle verheiratet und hat mit ihm zwei Söhne, Paul und Timothy. 